# Gastón Suárez
Gastón Suárez (Tupiza, Bolivia, 27 de enero de 1929 - La Paz, 6 de noviembre de 1984) fue un novelista y dramaturgo boliviano.
Escritor autodidacta, abandonó la escuela en el tercer grado de primaria, después de un traumático evento en el que su profesor sufrió un ataque de epilepsia mientras le leía. Paradójicamente, su madre, profesora rural también, asintió que él dejara la escuela y se dedicó a instruirlo en casa. A los diez años de edad y después de leer los libros Un Capitán de Quince Años de Julio Verne y Jerry de las Islas de Jack London se hace el juramento de, algún día, llegar a ser escritor. 
Desempeñó diversos oficios: ferroviario, maestro rural, minero, camionero, empleado de banco, periodista, etc. A finales de la década de 1950 decide cumplir su promesa. Se retira de su trabajo en el Banco Minero de Bolivia y decide comprar un camión para recorrer y conocer su país. Durante casi dos años de viajes y travesías por toda Bolivia, simultáneamente escribe varios de sus cuentos y finaliza el primer borrador de su obra de teatro Vértigo. Unos pocos meses después decide vivir de su producción literaria y se dedica por completo a la literatura.
A través de sus viajes y sus multifacéticos trabajos, tuvo oportunidad de conocer y sentir la vida boliviana en sus más diversos estratos sociales, lo que se refleja con una particular visión en los temas que toca ya sean de la ciudad, del campo o de las minas. 
"...Suárez va más allá del simple hecho, más allá de la anécdota y descubre sutílmente situaciones trascendentes. Agudo observador del comportamiento humano, es el escritor de la introversión psicológica más destacado de la nueva promoción de narradores bolivianos..."
A inicios de 1962, junto a varios escritores y artistas como Fernando Diez de Medina, Enrique Arnal, Piotr Zubrzycki y Sergio Suárez Figueroa, emprende y forma parte de la primera revista cultural y de información de Bolivia. La Revista NOVA, de carácter mensual, llegó al público durante casi tres años y tuvo un alcance y reconocimiento hemisférico.

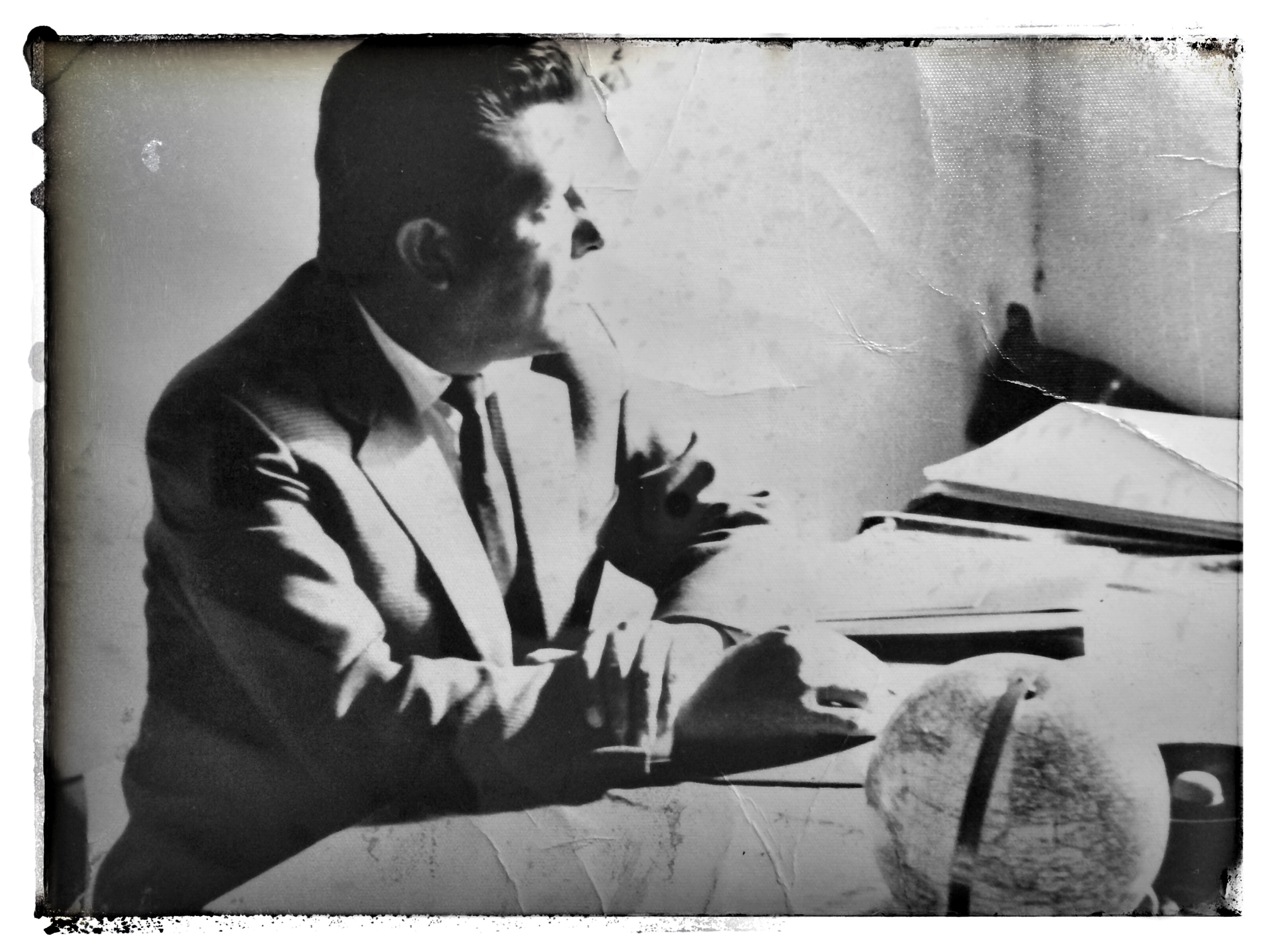

Su primer libro de cuentos Vigilia para el último viaje fue publicado en 1963, del cual se extrajo Iluminado para incluirlo en varias antologías de cuentistas hispanoamericanos, como ejemplo sobresaliente de narración breve.
Entre sus obras destaca El Gesto, otro libro de cuentos del cual El forastero y el candelabro de plata y El diario de Mafalda son las piezas más logradas.
En 1967 Suárez publica su primera obra de teatro, Vértigo. Una obra de hondo contenido social y filosófico que narra la vida de un hombre que tras veinte años en la cárcel es liberado e intenta rehacer y reunificar a sus siete hijos que han tomado caminos diametralmente distintos en la vida. Vértigo fue escenificada y presentada en las «Jornadas Julianas de la Juventud» en 1967, ganando el primer premio.
Su obra más importante es Mallko, publicada en 1974. Texto oficial de lectura en Bolivia, España y en los países signatarios del Convenio Andrés Bello. Fue incluida en la Lista de Honor del premio Hans Christian Andersen como "ejemplo excepcional de literatura de importancia internacional".

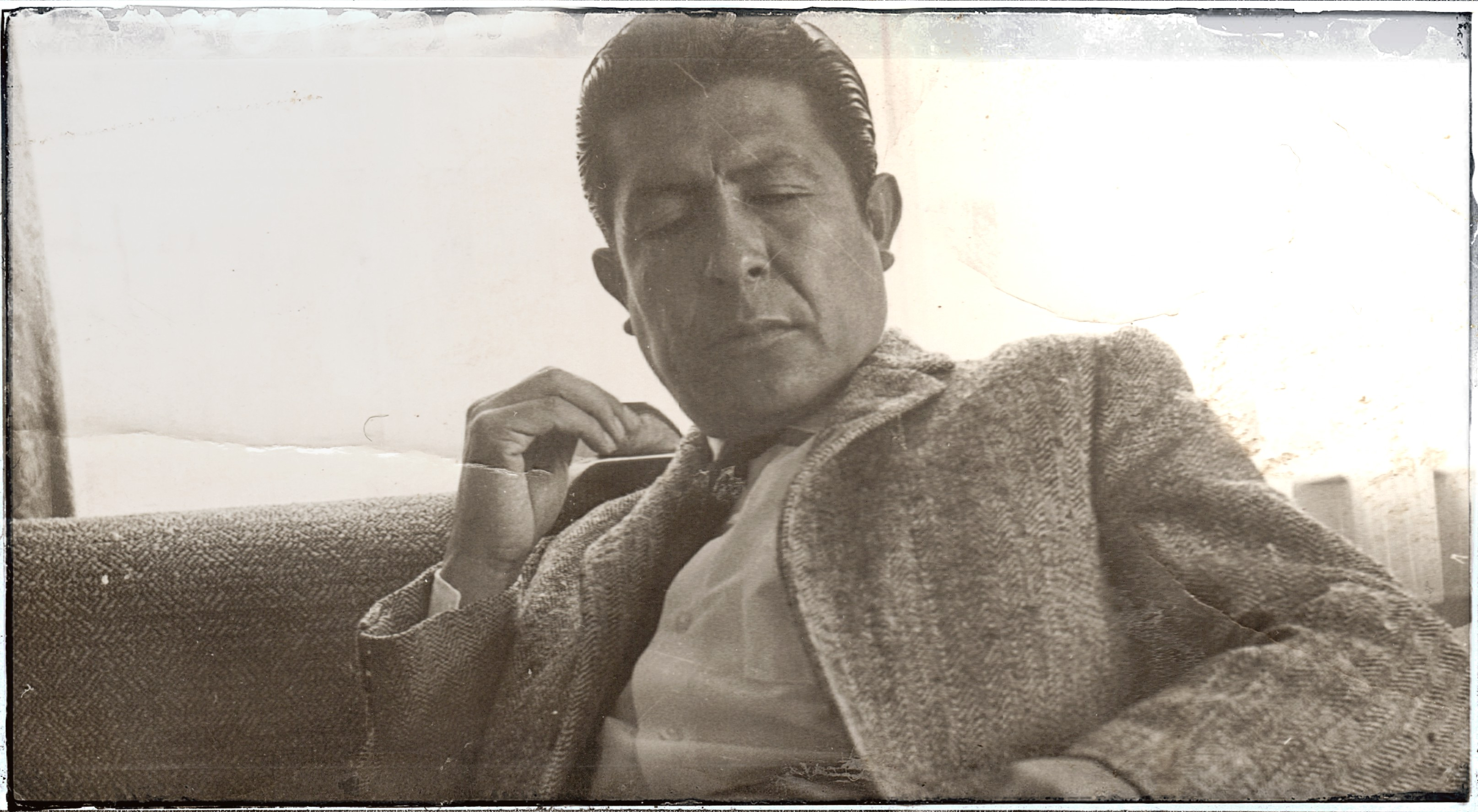

El año 1979 declarado Año Internacional del Niño publicó Las Aventuras de Miguelín Quijano, novela corta en la que Suárez se vale de alusiones respecto a los personajes quijotescos para lograr una bella parábola que incita la imaginación creadora y el interés de los niños por el libro inmortal de Cervantes Saavedra.
En 1981 publica Después del Invierno, un drama que escenifica el dilema de dos hermanos (Melitón y Benjamin) confrontados ante la decisión de continuar viviendo juntos cuidando a su padre (Adrián), ya anciano y enfermo, o dejar la casa paterna y vivir sus propias vidas.
Fue presidente de la Unión Boliviana de Escritores (UBE) hasta su muerte. Gastón Suárez falleció en la ciudad de La Paz el 6 de noviembre de 1984, víctima de un súbito ataque cardiaco.